# Rally di Svezia 2002
Il Rally di Svezia 2002, ufficialmente denominato 51st Uddeholm Swedish Rally, è stata la seconda prova del campionato del mondo rally 2002 nonché la cinquantunesima edizione del Rally di Svezia e la ventisettesima con valenza mondiale. 

## Riepilogo
La manifestazione si è svolta dal 1º al 3 febbraio sugli sterrati innevati che attraversano le foreste della contea di Värmland con base a Karlstad, città sulla sponda nord del lago Vänern, e le prove speciali da svolgersi nella zona di Hagfors, città designata come sede unica del parco assistenza per i concorrenti, a nord di Karlstad.
L'evento è stato vinto dal finlandese Marcus Grönholm, navigato dal connazionale Timo Rautiainen, al volante di una Peugeot 206 WRC (2001) della squadra Peugeot Total, davanti alla coppia formata dai connazionali nonché compagni di squadra Harri Rovanperä e Risto Pietiläinen e a quella spagnola composta da Carlos Sainz e Luis Moya, alla guida di una Ford Focus WRC 02 del team Ford Rallye Sport.
L'equipaggio finlandese costituito da Kristian Sohlberg e Jukka Aho, su Mitsubishi Lancer Evo VI, ha invece conquistato la vittoria nel campionato PWRC.

## Dati della prova
| Denominazione ufficiale             | Uddeholm Swedish Rally                                                  |
| Edizione N°                         | 51                                                                      |
| Tappa N°                            | 2 di 14                                                                 |
| Data manifestazione                 | da venerdì 01/02/2002 a domenica 03/02/2002                             |
| Sede ospitante                      | Karlstad (contea di Värmland, Svezia)                                   |
| Sede parco assistenza               | Hagfors (contea di Värmland)                                            |
| Superficie                          | Neve                                                                    |
| Iscritti                            | 55                                                                      |
| Partiti                             | 54                                                                      |
| Arrivati                            | 26 (48,1%)                                                              |
| Prove speciali previste             | 16                                                                      |
| Prove speciali disputate            | 15 (1 cancellata)                                                       |
| Prova più breve                     | 11,25 km (PS9: Malta)                                                   |
| Prova più lunga                     | 40,51 km (PS3 e PS6: Granberget)                                        |
| Prova più lenta                     | velocità media di 101,62 km/h (PS4: Fredriksberg 1)                     |
| Prova più veloce                    | velocità media di 121,56 km/h (PS6: Granberget 2)                       |
| Lunghezza prove speciali previste   | 381,96 km                                                               |
| Lunghezza prove speciali disputate  | 358,80 km (19,4% della distanza totale effettiva – cancellati 23,16 km) |
| Lunghezza complessiva trasferimenti | 1494,53 km                                                              |
| Distanza totale effettiva           | 1853,33 km                                                              |
| Media oraria del vincitore          | velocità media di 114,8 km/h (358,80 km in 3h07'28"6)                   |

## Itinerario
| Frazione 1 (1º feb) |        | 07:10  | Assistenza – Hagfors (20 m) | –        | 124,05 km |  |  |
| Frazione 1 (1º feb) | PS1    | 08:29  | Sagen 1                     | 14,17 km | 124,05 km |  |  |
| Frazione 1 (1º feb) | PS2    | 09:20  | Rammen 1                    | 23,16 km | 124,05 km |  |  |
| Frazione 1 (1º feb) |        | 10:02  | Assistenza – Hagfors (20 m) | –        | 124,05 km |  |  |
| Frazione 1 (1º feb) | PS3    | 11:47  | Granberget 1                | 40,51 km | 124,05 km |  |  |
| Frazione 1 (1º feb) |        | 13:43  | Assistenza – Hagfors (20 m) | –        | 124,05 km |  |  |
| Frazione 1 (1º feb) | PS4    | 15:11  | Fredriksberg 1              | 18,14 km | 124,05 km |  |  |
| Frazione 1 (1º feb) | PS5    | 15:54  | Lejen 1                     | 28,07 km | 124,05 km |  |  |
| Frazione 1 (1º feb) |        | 17:16  | Assistenza – Hagfors (45 m) | –        | 124,05 km |  |  |
|                     |        |        |                             |          |           |  |  |
| Frazione 2 (2 feb)  |        | 07:10  | Assistenza – Hagfors (20 m) | –        | 129,09 km |  |  |
| Frazione 2 (2 feb)  | PS6    | 08:55  | Granberget 2                | 40,51 km | 129,09 km |  |  |
| Frazione 2 (2 feb)  |        | 10:41  | Assistenza – Hagfors (20 m) | –        | 129,09 km |  |  |
| Frazione 2 (2 feb)  | PS7    | 12:09  | Fredriksberg 2              | 18,14 km | 129,09 km |  |  |
| Frazione 2 (2 feb)  | PS8    | 12:52  | Lejen 2                     | 28,07 km | 129,09 km |  |  |
| Frazione 2 (2 feb)  |        | 14:24  | Assistenza – Hagfors (20 m) | –        | 129,09 km |  |  |
| Frazione 2 (2 feb)  | PS9    | 15:05  | Malta                       | 11,25 km | 129,09 km |  |  |
| Frazione 2 (2 feb)  | PS10   | 15:37  | Hara                        | 11,91 km | 129,09 km |  |  |
| Frazione 2 (2 feb)  | PS11   | 16:11  | Torntorp 1                  | 19,21 km | 129,09 km |  |  |
| Frazione 2 (2 feb)  |        | 16:54  | Assistenza – Hagfors (45 m) | –        | 129,09 km |  |  |
|                     |        |        |                             |          |           |  |  |
| Frazione 3 (3 feb)  |        | 07:10  | Assistenza – Hagfors (20 m) | –        | 128,82 km |  |  |
| Frazione 3 (3 feb)  | PS12   | 08:29  | Sagen 2                     | 14,17 km | 128,82 km |  |  |
| Frazione 3 (3 feb)  | PS13   | 09:20  | Rammen 2                    | 23,16 km | 128,82 km |  |  |
| Frazione 3 (3 feb)  |        | 10:02  | Assistenza – Hagfors (20 m) | –        | 128,82 km |  |  |
| Frazione 3 (3 feb)  | PS14   | 10:59  | Vargasen                    | 32,43 km | 128,82 km |  |  |
| Frazione 3 (3 feb)  | PS15   | 11:59  | Torntorp 2                  | 19,21 km | 128,82 km |  |  |
| Frazione 3 (3 feb)  |        | 12:52  | Assistenza – Hagfors (20 m) | –        | 128,82 km |  |  |
| Frazione 3 (3 feb)  | PS16   | 13:52  | Hagfors 2002                | 39,85 km | 128,82 km |  |  |
| Frazione 3 (3 feb)  |        | 14:35  | Assistenza – Hagfors (20 m) | –        | 128,82 km |  |  |
| Totale              | Totale | Totale | Totale                      | Totale   | 381,96 km |  |  |

## Risultati

### Classifica
| Pos.                   | Nº       | Pilota             | Copilota             | Auto                      | Squadra                      | Classe    | Tempo     | Distacco | Punti    |
| Generale               | Generale | Generale           | Generale             | Generale                  | Generale                     | Generale  | Generale  | Generale | Generale |
| ---------------------- | -------- | ------------------ | -------------------- | ------------------------- | ---------------------------- | --------- | --------- | -------- | -------- |
| 1.                     | 2        | Marcus Grönholm    | Timo Rautiainen      | Peugeot 206 WRC (2001)    | Peugeot Total                | WRC       | 3h07'28"6 | –        | 10       |
| 2.                     | 3        | Harri Rovanperä    | Risto Pietiläinen    | Peugeot 206 WRC (2001)    | Peugeot Total                | WRC       | 3h08'53"1 | +1'24"5  | 6        |
| 3.                     | 4        | Carlos Sainz       | Luis Moya            | Ford Focus RS WRC 02      | Ford Rallye Sport            | WRC       | 3h09'54"4 | +2'25"8  | 4        |
| 4.                     | 1        | Richard Burns      | Robert Reid          | Peugeot 206 WRC (2001)    | Peugeot Total                | WRC       | 3h10'02"5 | +2'33"9  | 3        |
| 5.                     | 8        | Alister McRae      | David Senior         | Mitsubishi Lancer WRC     | Marlboro Mitsubishi Ralliart | WRC       | 3h11'43"3 | +4'14"7  | 2        |
| 6.                     | 5        | Colin McRae        | Nicky Grist          | Ford Focus RS WRC 02      | Ford Rallye Sport            | WRC       | 3h11'43"6 | +4'15"0  | 1        |
| 7.                     | 33       | Janne Tuohino      | Petri Vihavainen     | Ford Focus RS WRC 01      | -                            | WRC       | 3h11'52"0 | +4'23"4  | -        |
| 8.                     | 19       | Juha Kankkunen     | Juha Repo            | Hyundai Accent WRC2       | Hyundai Castrol WRT          | WRC       | 3h12'05"5 | +4'36"9  | -        |
| 9.                     | 31       | Sebastian Lindholm | Timo Hantunen        | Peugeot 206 WRC           | -                            | WRC       | 3h12'25"2 | +4'56"6  | -        |
| 10.                    | 23       | François Duval     | Jean-Marc Fortin     | Ford Focus RS WRC 01      | -                            | WRC       | 3h14'01"9 | +6'33"3  | -        |
| Campionato piloti PWRC |          |                    |                      |                           |                              |           |           |          |          |
| 1. (24.)               | 75       | Kristian Sohlberg  | Jukka Aho            | Mitsubishi Lancer Evo VI  | -                            | N4 / PWRC | 3h25'25"9 | –        | 10       |
| 2. (25.)               | 57       | Toshihiro Arai     | Tony Sircombe        | Subaru Impreza            | -                            | N4 / PWRC | 3h25'52"0 | +26"1    | 6        |
| 3. (26.)               | 67       | Marko Ipatti       | Kari Kajula          | Mitsubishi Lancer Evo VI  | RallyRent Europe             | N4 / PWRC | 3h26'24"7 | +58"8    | 4        |
| 4. (27.)               | 53       | Alessandro Fiorio  | Enrico Cantoni       | Mitsubishi Lancer Evo VII | Ralliart Italia              | N4 / PWRC | 3h27'04"7 | +1'38"8  | 3        |
| 5. (31.)               | 55       | Saulius Girdauskas | Žilvinas Sakalauskas | Mitsubishi Lancer Evo VI  | -                            | N4 / PWRC | 3h31'08"3 | +5'42"4  | 2        |
| 6. (38.)               | 73       | Martin Rowe        | Chris Wood           | Mitsubishi Lancer Evo VI  | -                            | N4 / PWRC | 3h35'58"4 | +10'32"5 | 1        |

| Principali ritiri | Principali ritiri | Principali ritiri | Principali ritiri | Principali ritiri      | Principali ritiri   | Principali ritiri | Principali ritiri              | Principali ritiri |
| PS                | Nº                | Pilota            | Copilota          | Auto                   | Squadra             | Classe            | Causa                          | Pos. rit.         |
| ----------------- | ----------------- | ----------------- | ----------------- | ---------------------- | ------------------- | ----------------- | ------------------------------ | ----------------- |
| PS 1              | 6                 | Markko Märtin     | Michael Park      | Ford Focus RS WRC 02   | Ford Rallye Sport   | WRC               | Incidente durante lo shakedown | -                 |
| PS 4              | 10                | Tommi Mäkinen     | Kaj Lindström     | Subaru Impreza WRC2001 | 555 Subaru WRT      | WRC               | Motore                         | 19º               |
| PS 6              | 11                | Petter Solberg    | Phil Mills        | Subaru Impreza WRC2001 | 555 Subaru WRT      | WRC               | Motore                         | 8º                |
| PS 11             | 15                | Toni Gardemeister | Paavo Lukander    | Škoda Octavia WRC Evo2 | Škoda Motorsport    | WRC               | Incidente                      | 11º               |
| PS 14             | 17                | Armin Schwarz     | Manfred Hiemer    | Hyundai Accent WRC2    | Hyundai Castrol WRT | WRC               | Trasmissione                   | 22º               |
| PS 14             | 18                | Freddy Loix       | Sven Smeets       | Hyundai Accent WRC2    | Hyundai Castrol WRT | WRC               | Sospensione                    | 5º                |
| PS 16             | 14                | Kenneth Eriksson  | Christina Thörner | Škoda Octavia WRC Evo2 | Škoda Motorsport    | WRC               | Motore                         | 5º                |

Legenda

Pos. = posizione; Nº = numero di gara; PS = prova speciale; Pos. rit. = posizione detenuta prima del ritiro.
| Icona | Classe                                                                                  |
| ----- | --------------------------------------------------------------------------------------- |
| WRC   | Equipaggio di classe A8 che può conquistare punti per il campionato costruttori WRC     |
| WRC   | Equipaggio di classe A8 che non può conquistare punti per il campionato costruttori WRC |
| PWRC  | Equipaggio registrato al campionato PWRC                                                |
| JWRC  | Equipaggio registrato al campionato Junior WRC                                          |
|       | Ulteriori classificazioni                                                               |

### Prove speciali
| Frazione            | Prova | Ora   | Nome           | Lunghezza | Vincitori                         | Tempo            | Velocità media | Leader del rally                  |
| ------------------- | ----- | ----- | -------------- | --------- | --------------------------------- | ---------------- | -------------- | --------------------------------- |
| Frazione 1 (1º Feb) | PS1   | 08:29 | Sagen 1        | 14,17 km  | Marcus Grönholm Timo Rautiainen   | 7'32"7           | 112,7 km/h     | Marcus Grönholm Timo Rautiainen   |
| Frazione 1 (1º Feb) | PS2   | 09:20 | Rammen 1       | 23,16 km  | Harri Rovanperä Risto Pietiläinen | 12'04"5          | 115,1 km/h     | Marcus Grönholm Timo Rautiainen   |
| Frazione 1 (1º Feb) | PS3   | 11:47 | Granberget 1   | 40,51 km  | Harri Rovanperä Risto Pietiläinen | 20'50"5          | 116,6 km/h     | Harri Rovanperä Risto Pietiläinen |
| Frazione 1 (1º Feb) | PS4   | 15:11 | Fredriksberg 1 | 18,14 km  | Thomas Rådström Denis Giraudet    | 10'42"6          | 101,6 km/h     | Harri Rovanperä Risto Pietiläinen |
| Frazione 1 (1º Feb) | PS5   | 15:54 | Lejen 1        | 28,07 km  | Colin McRae Nicky Grist           | 14'40"4          | 114,8 km/h     | Marcus Grönholm Timo Rautiainen   |
|                     |       |       |                |           |                                   |                  |                | Marcus Grönholm Timo Rautiainen   |
| Frazione 2 (2 Feb)  | PS6   | 08:55 | Granberget 2   | 40,51 km  | Colin McRae Nicky Grist           | 19'59"7          | 121,6 km/h     | Marcus Grönholm Timo Rautiainen   |
| Frazione 2 (2 Feb)  | PS7   | 12:52 | Fredriksberg 2 | 18,14 km  | Marcus Grönholm Timo Rautiainen   | 10'15"8          | 106,0 km/h     | Marcus Grönholm Timo Rautiainen   |
| Frazione 2 (2 Feb)  | PS8   | 13:49 | Lejen 2        | 28,07 km  | Marcus Grönholm Timo Rautiainen   | 13'58"4          | 120,5 km/h     | Marcus Grönholm Timo Rautiainen   |
| Frazione 2 (2 Feb)  | PS9   | 12:05 | Malta          | 23,47 km  | Marcus Grönholm Timo Rautiainen   | 15'58"6          | 120,9 km/h     | Marcus Grönholm Timo Rautiainen   |
| Frazione 2 (2 Feb)  | PS10  | 15:37 | Hara           | 11,91 km  | Marcus Grönholm Timo Rautiainen   | 5'59"2           | 119,4 km/h     | Marcus Grönholm Timo Rautiainen   |
| Frazione 2 (2 Feb)  | PS11  | 16:11 | Torntorp 1     | 19,21 km  | Marcus Grönholm Timo Rautiainen   | 10'14"8          | 112,5 km/h     | Marcus Grönholm Timo Rautiainen   |
|                     |       |       |                |           |                                   |                  |                | Marcus Grönholm Timo Rautiainen   |
| Frazione 3 (3 Feb)  | PS12  | 08:29 | Sagen 2        | 14,17 km  | Richard Burns Robert Reid         | 7'20"2           | 115,9 km/h     | Marcus Grönholm Timo Rautiainen   |
| Frazione 3 (3 Feb)  | PS13  | 09:20 | Rammen 2       | 23,16 km  | prova cancellata                  | prova cancellata |                | Marcus Grönholm Timo Rautiainen   |
| Frazione 3 (3 Feb)  | PS14  | 10:59 | Vargasen       | 32,43 km  | Richard Burns Robert Reid         | 17'50"1          | 109,1 km/h     | Marcus Grönholm Timo Rautiainen   |
| Frazione 3 (3 Feb)  | PS15  | 11:59 | Torntorp 2     | 19,21 km  | Colin McRae Nicky Grist           | 9'55"7           | 116,1 km/h     | Marcus Grönholm Timo Rautiainen   |
| Frazione 3 (3 Feb)  | PS16  | 13:52 | Hagfors 2002   | 39,85 km  | Richard Burns Robert Reid         | 19'45"2          | 121,0 km/h     | Marcus Grönholm Timo Rautiainen   |

## Classifiche mondiali
Classifica piloti
| Pos. | Pos. | Pilota          | Punti |
| ---- | ---- | --------------- | ----- |
| 1    | 4    | Marcus Grönholm | 12    |
| 2    | 1    | Tommi Mäkinen   | 10    |
| 3    |      | Carlos Sainz    | 8     |
| 4    | 2    | Sébastien Loeb  | 6     |
| 4    | N    | Harri Rovanperä | 6     |
| 6    | 2    | Colin McRae     | 4     |
| 7    | N    | Richard Burns   | 3     |
| 8    | N    | Alister McRae   | 2     |
| 9    | 3    | Petter Solberg  | 1     |

Classifica costruttori WRC
| Pos. | Pos. | Squadra                      | Punti |
| ---- | ---- | ---------------------------- | ----- |
| 1    | 2    | Peugeot Total                | 20    |
| 2    |      | Ford Rallye Sport            | 16    |
| 3    | 2    | 555 Subaru WRT               | 12    |
| 4    | N    | Marlboro Mitsubishi Ralliart | 3     |
| 5    | N    | Hyundai Castrol WRT          | 1     |

Legenda: Pos.= Posizione;  N = In classifica per la prima volta.